# Damascus (Virginia)
Damascus è un comune degli Stati Uniti d'America, situato nello Stato della Virginia, nella contea di Washington.